# Ariane Ascaride
Ariane Ascaride (ur. 10 października 1954 w Marsylii) – francuska aktorka filmowa, telewizyjna i teatralna. 
Laureatka Cezara dla najlepszej aktorki za rolę w filmie Marius i Jeannette (1997). Jak dotychczas była czterokrotnie nominowana do tej nagrody, z czego trzy razy za kreacje w filmach swojego męża, reżysera Roberta Guédiguiana. Za rolę w jego filmie Gloria mundi (2019) zdobyła Puchar Volpiego dla najlepszej aktorki na 76. MFF w Wenecji.
Przewodniczyła jury sekcji "Un Certain Regard" na 54. MFF w Cannes (2001).